# Réginald Storms
Réginald Frédéric Beaufoy Storms (ur. 13 września 1880 w Oorbeek, zm. 24 lutego 1948 w Brukseli) – belgijski strzelec, dwukrotny medalista olimpijski i mistrz świata. Mąż tenisistki Marie Storms.

## Kariera
Uczestniczył w Letnich Igrzyskach Olimpijskich 1908, na których wystąpił w 2 konkurencjach. W pistolecie dowolnym z 50 jardów zdobył srebrny medal, przegrywając wyłącznie ze swoim rodakiem Paulem Van Asbroeckiem. Został także wicemistrzem olimpijskim w drużynowym strzelaniu z pistoletu dowolnego z 50 jardów, osiągając 2. rezultat w drużynie (skład zespołu: René Englebert, Charles Paumier du Vergier, Réginald Storms, Paul Van Asbroeck).
Storms zdobył dwa medale na mistrzostwach świata. W 1907 roku został drużynowym złotym medalistą w pistolecie dowolnym z 50 m, osiągając 3. wynik w zespole. Podczas kolejnych mistrzostw został zespołowym wicemistrzem, uzyskując 2. rezultat wśród Belgów (skład drużyny na obu turniejach: Charles Paumier du Vergier, Victor Robert, Réginald Storms, Julien Van Asbroeck, Paul Van Asbroeck).

## Wyniki

### Igrzyska olimpijskie
| Igrzyska    | Konkurencja                            | Wynik                             | Miejsce | Źródło |
| ----------- | -------------------------------------- | --------------------------------- | ------- | ------ |
| Londyn 1908 | Pistolet dowolny, 50 jardów            | 487 pkt.                          |         | [ 1 ]  |
| Londyn 1908 | Pistolet dowolny, 50 jardów, drużynowo | 1863 pkt. (druż.) 477 pkt. (ind.) |         | [ 2 ]  |

### Medale na mistrzostwach świata
Opracowano na podstawie materiałów źródłowych:}
| Mistrzostwa | Konkurencja                       | Wynik                             | Miejsce |
| ----------- | --------------------------------- | --------------------------------- | ------- |
| Zurych 1907 | Pistolet dowolny, 50 m, drużynowo | 2398 pkt. (druż.) 473 pkt. (ind.) |         |
| Wiedeń 1908 | Pistolet dowolny, 50 m, drużynowo | 2415 pkt. (druż.) 494 pkt. (ind.) |         |